# Ackergesetze

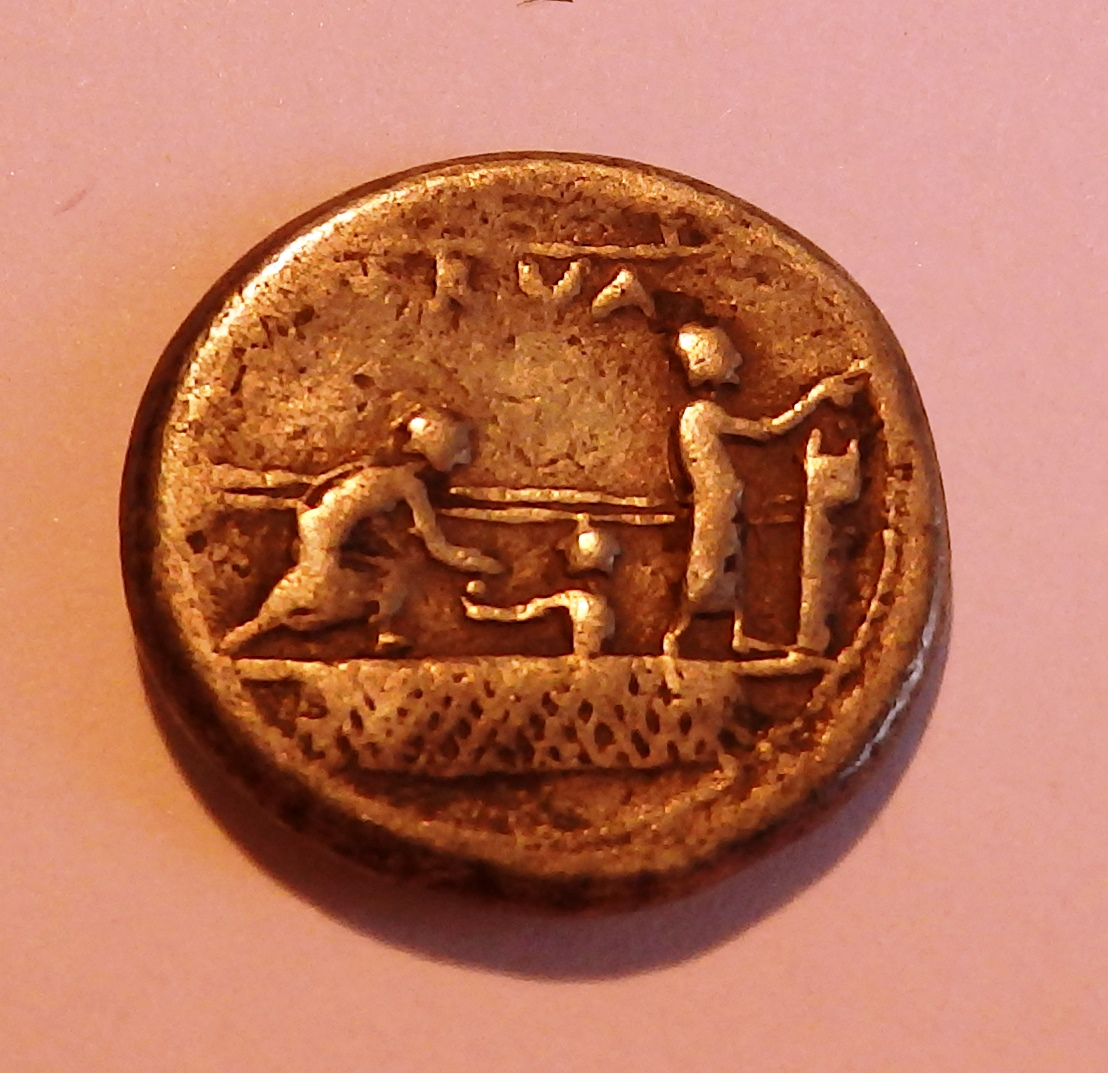
Römischer Denar, 113/112 v. Chr. auf die lex agraria von 111 v. Chr. (Albert 1075)

Als Ackergesetze (leges agrariae) galten die Gesetze römischer Politiker (vor allem des 2./1. Jh. v. Chr.) zur Unterstützung der Kleinbauern, deren Existenz durch zunehmenden Großgrundbesitz gefährdet war. Sie galten dem Bodenrecht und der Ordnung von Eigentumsrechten.

## Entwicklung
Vor allem die Brüder Tiberius und Gaius Gracchus bemühten sich, durch die nach ihnen benannte Gracchische Reform die Ausdehnung großer Güter einzuschränken und Staatsland neu unter den ärmeren Bauern aufzuteilen. Sie scheiterten jedoch an der Opposition der vermögenden Schichten.
Hinter den Gesetzen standen jedoch sehr wahrscheinlich auch politische Auseinandersetzungen um die Macht zwischen den verschiedenen Interessengruppen im Senat: die Volkstribunen und ihre Anhänger, die Popularen, die sich auf die Volksversammlung beriefen, standen gegen die Optimaten, die den Vorrang des Senates und der ihn dominierenden Oberschicht einforderten.
Das erste Ackergesetz veranlassten 367 v. Chr. die Tribunen Gaius Licinius Stolo und Lucius Sextius Lateranus, die neben ihrem Antrag zu den leges Liciniae Sextiae, ein Gesetz zur Beschränkung von Grundbesitz auf 500 Joch (lateinisch jugera) beantragten. Es folgten unter anderem
- die Ackergesetze des Tiberius Gracchus (133 v. Chr.)
- die Ackergesetze in den Leges Semproniae des Gaius Gracchus (123 v. Chr.)
- die lex agraria von 111 v. Chr.
- die lex Appuleia agraria des Lucius Appuleius Saturninus von 100 v. Chr.
- die lex agraria von 59 v. Chr.